# 毛克峰
47°33′34″N 12°21′25″E / 47.55944°N 12.35694°E

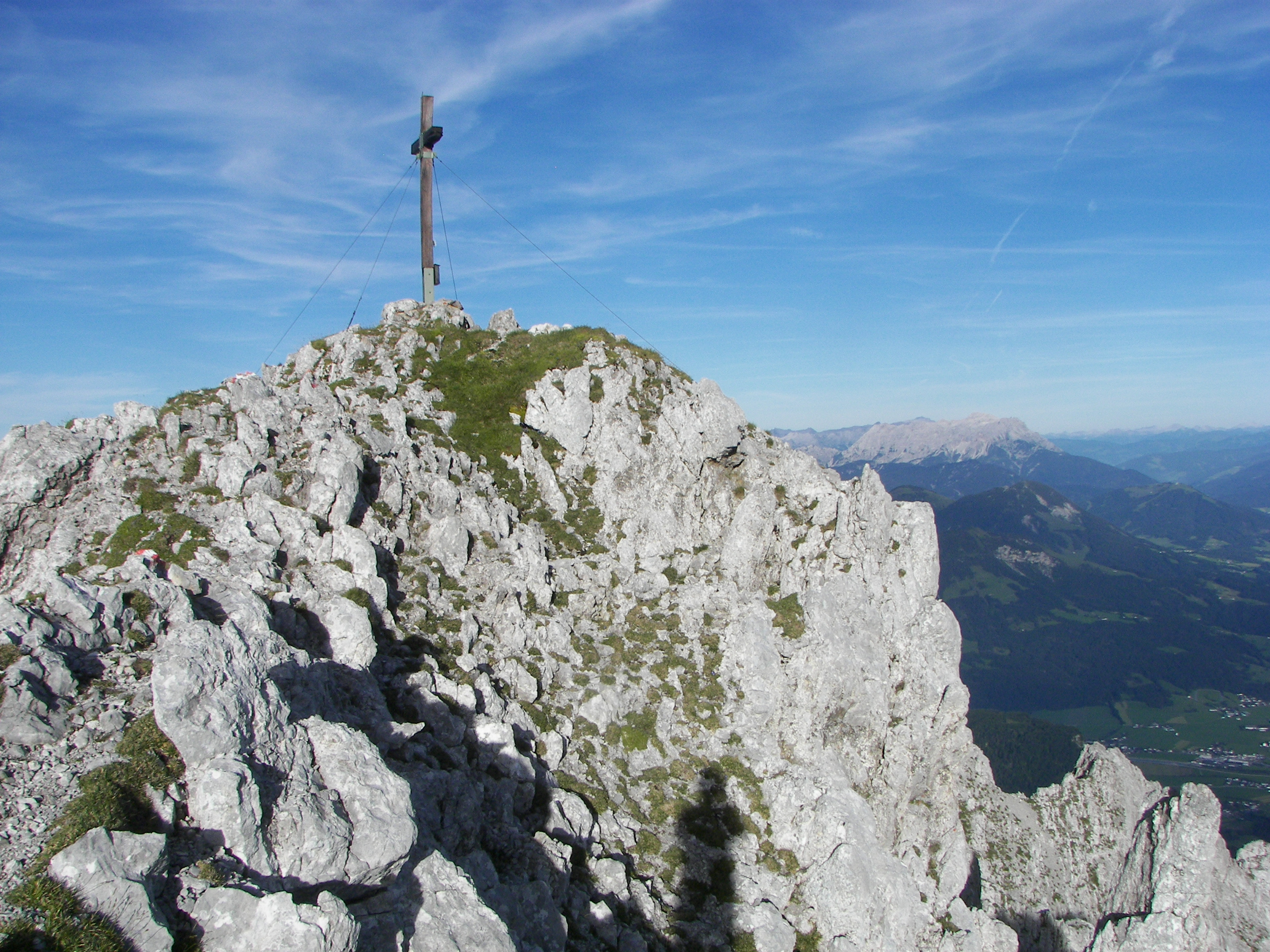

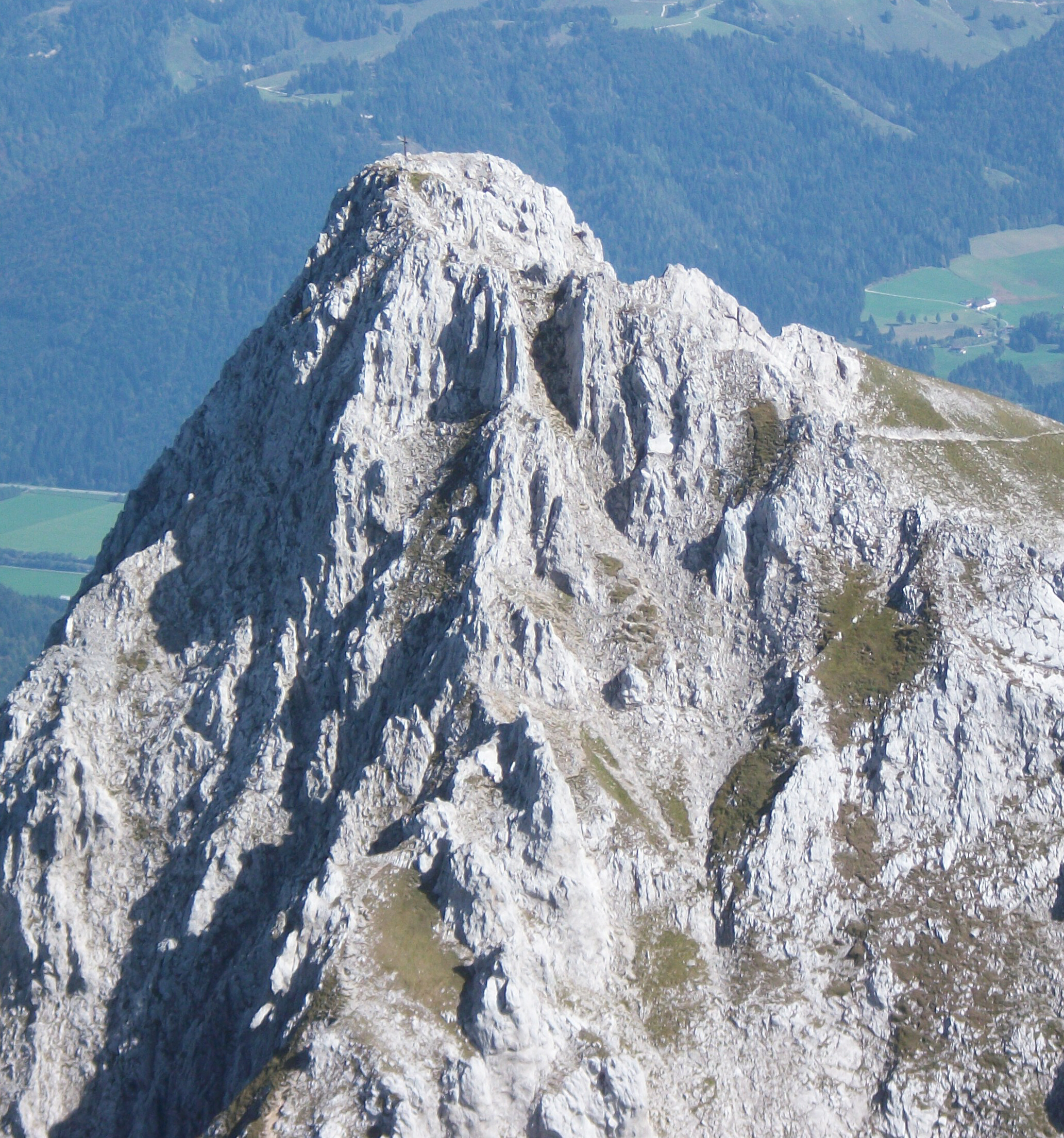

毛克峰（德語：Maukspitze），是奧地利的山峰，位於該國西部，由蒂羅爾州負責管轄，屬於皇帝山脈的一部分，該山峰距離阿克爾峰0.5公里，海拔高度2,231米。